# Pachyramphus uropygialis
El anambé mexicano occidental (Pachyramphus uropygialis), es una especie –o la subespecie Pachyramphus major uropygialis, dependiendo de la clasificación considerada– de ave paseriforme de la familia Tityridae perteneciente al género Pachyramphus. Es endémica del oeste de México.

## Distribución y hábitat
Se distribuye por el oeste de México, desde el sur de Sonora hacia el sur hasta Guerrero y tierras altas de Oaxaca.
Esta especie habita tanto en bosques semiáridos como húmedos, de tierras bajas y montanos, especialmente bosques de pinos (Pinus) y de robles (Quercus).

## Sistemática

### Descripción original
La especie P. uropygialis fue descrita por primera vez por el ornitólogo estadounidense Edward William Nelson en 1899 bajo el nombre científico de subespecie Pachyrhamphus [error] major uropygialis; la localidad tipo es: «Plomosas, Sinaloa, México».

### Etimología
El nombre genérico masculino «Pachyramphus» deriva del griego «pakhus»: robusto, grueso, y «ramphos»: pico; significando «de pico grueso»; y el nombre de la especie «uropygialis», proviene del latín «uropygium»: rabadilla.

### Taxonomía
La presente especie es tratada como una subespecie del anambé mexicano (Pachyramphus major), pero las clasificaciones Aves del Mundo (HBW) y Birdlife International (BLI), siguiendo una propuesta, la consideran una especie separada con base en diferencias significativas de plumaje, y reconociendo que no hay diferencias de vocalización entre las mismas. Sin embargo, esto no ha sido todavía reconocido por otras clasificaciones. Es monotípica.
Las principales diferencias apuntadas por HBW para justificar la separación son: en el macho, la rabadilla y las cobertoras superiores de la cola blanquecinas y no gris apagado; en la hembra, la corona es rufa y no negra y los lados de la cabeza y las partes inferiores color limón y no canela-beige; en la descripción original se menciona el tamaño marginalmente mayor, pero precisa de confirmación por un muestreo mayor.